# NRJ Music Award d'honneur
 (décembre 2017).
Le NRJ Music Award d'honneur est une récompense décernée lors des NRJ Music Awards, pour récompenser une carrière artistique ou pour un fait exceptionnel. Ce n'est pas un prix compétitif.

## Palmarès
| Année              | Artiste                 |
| ------------------ | ----------------------- |
| 2000               | Tina Turner             |
| 2000               | Bono                    |
| 2001               | Les Enfoirés            |
| 2002               | Ensemble contre le Sida |
| 2002               | Opération pièces jaunes |
| 2003               | Phil Collins            |
| 2003               | Johnny Hallyday         |
| 2004               | Madonna                 |
| 2004               | Sol En Si               |
| 2005               | U2                      |
| 2005               | AMADE                   |
| 2006               | Bob Geldof              |
| 2007               |                         |
| 2008               | Céline Dion             |
| 2008               | Michael Jackson         |
| 2008               | Kylie Minogue           |
| 2009               | Coldplay                |
| 2010               | Robbie Williams         |
| 2010               | Beyoncé                 |
| 2011               | David Guetta            |
| 2012               | Shakira                 |
| 2012               | Justin Bieber           |
| 2012               | Nolwenn Leroy           |
| 2013               | Psy                     |
| 2013               | Johnny Hallyday         |
| 2013               | Patrick Bruel           |
| 2013 (15e édition) | Christophe Maé          |
| 2014               | Stromae                 |
| 2014               | Lenny Kravitz           |
| 2015               | Adele                   |
| 2015               | Charles Aznavour        |
| 2015               | Justin Bieber           |
| 2015               | Sting                   |
| 2016               | Bruno Mars              |
| 2016               | Coldplay                |
| 2016               | Enrique Iglesias        |
| 2017               | Ed Sheeran              |
| 2017               | Indochine               |
| 2017               | U2                      |
| 2017               | The Weeknd              |
| 2018               | Dua Lipa                |
| 2018               | Shawn Mendes            |
| 2018               | Muse                    |
| 2019               | Jonas Brothers          |
| 2020               | Mariah Carey            |
| 2020               | Maitre Gims             |
| 2020               | Elton John              |
| 2020               | Indochine               |
| 2021               | Imagine Dragons         |
| 2022               | Renaud                  |
| 2022               | Jenifer                 |
| 2023               | Diddy                   |
| 2023               | Måneskin                |

## NRJ Music Award de Diamant
Lors de la cérémonie en 2012, on remit à Mylène Farmer un NRJ Music Award de Diamant, pour l'ensemble de sa carrière. C'est la seule fois qu'il fut remis une récompense de ce genre.